# 可塑性記憶
《可塑性記憶》（日語：プラスティック･メモリーズ）是由動畫工房製作的日本原創電視動畫，2015年4月至6月播出，並於6月27日完結，同時宣布小說化。2016年5月19日宣布遊戲化。

## 故事簡介
主角水柿司生活在一個使用機器人已為常態的時代。大學考試落榜後，他在父母利用關係下進入了專門製造並管理仿真機器人「GIFTIA」的大公司「SAI社」工作。而他所被分配到的部門是專門負責將到達使用期限的機器人報廢的「終端服務課」。在那裡，他遇見了不常顯露感情的機器人艾拉，並跟她組成搭檔。

## 登場角色

### 主要人物
水柿司（聲：內匠靖明）
男主角。18歲，大學考試因為盲腸炎而落榜後，在父母利用關係下進入「SAI社」的第一終端服務課工作。
第一次在大樓看到艾拉就對其有好感，被香月指責並被懷疑是蘿莉控，在第一次跟艾拉的工作中，得知艾拉迷糊的個性。原本認為回收只需在意所有者的意願而被香月糾正。
時常會為了與艾拉親近而被建議並行動，但總是搞砸而被絹島鄙視。在香月告知司艾拉的壽命只剩下約一千小時的時候，在知道的當下司感到非常震驚，依然堅持要繼續與艾拉搭檔到最後一刻，並為此感到非常痛苦。
在夏日廟會中向艾拉告白，但被艾拉拒絕，其後被香月解除與艾拉的搭檔關係。在香月糾正艾拉因為痛苦的回憶而變得倔強的性格後，艾拉對司告白，並恢復搭檔關係，兩人進而交往，甜蜜的度過剩餘的時光。
於第13話在將艾拉送下摩天輪後與香月見面，被香月說一句「你還是努力的堅強忍耐到最後一刻。」爾後才崩潰。
之後在別的單位研習九個月後，回到終端服課，並與新搭檔握手。
艾拉（Isla，聲：雨宮天）
女主角。司的搭檔，少女型GIFTIA，不常顯露感情（第6話第一次露出笑容），曾是回收率最高的GIFTIA，但因為壽命所剩不多（在與司搭檔的時候已剩餘約2000小時），故各項能力逐漸下降。曾經和香月搭檔，3年前解除搭檔關係。
在與司的搭檔過程中，逐漸對司產生了好感，並常常因為司接近其他女性，露出嫉妒的感覺。
在夏日廟會（第8話）中責問司與她搭檔的痛苦，最後被司告白，並且拒絕。
被香月解除與司的搭檔關係（第9話）後，與香月久違的搭檔工作的第一站卻是GIFTIA與主人沒有任何感情的回收對象，但是艾拉在與主人交談時不經意的說出了「和喜歡的人一起度過時光才是最開心的」這麼一句話。
之後在地下停車場述說為何不能跟司在一起的原因，被香月的一句「你可是說過和喜歡的人一起度過時光才是最開心的」，因此了解自己真正的心意，並於隔天向司告白。
第12話中告訴了司每次回收時都會向回收對象所說的話：「希望有一天你能與珍愛的人重逢」（大切な人と、いつかまた巡り会えますように）。
到了第13話與司在遊樂園度過最後一天的壽命期限，到了閉館時間兩人乘上摩天輪，艾拉要求司為她戴上回收的戒指，兩人接吻，並十指交扣完成回收。

### 第一終端服務課
「SAI社」分署部門－「終端服務課」（Terminal Service）是負責回收快將到期報廢的智能機械人。

#### 人類
絹島滿/絹島美智留（聲：赤崎千夏）
司的前輩，17歲的女性社員。負責指導司的工作。工作的過程中漸漸對司產生了好感，並常常想對司施予關心，會後自嘲而不了了之。
其養父是GIFTIA，從小被養父所養大。在3年前因為拒絕回收GIFTIA，導致其GIFTIA因超過期限成為徘徊者。但也因此結識了實香月和艾拉，而回收的過程使滿改變了對GIFTIA的看法。
桑乃實香月（聲：豐口惠）
司的女性上司。說話方式很有男子氣概，也很會照顧他人，不過有時候也會動手，因而在部門裡受人敬畏。
3年前曾為回收徘徊者，導致右腳受重傷，目前的右腳為義肢。曾經和艾拉搭檔，幫助艾拉向前踏出了一步，也顯示出對艾拉的重視、喜歡。
縹康孝（聲：津田健次郎）
司的男性上司。已有十年工作經驗，看起來是很隨興的人。常常提供司接近艾拉的鬼點子。
山野邊隆雄（聲：飛田展男）
「終端服務課」的課長，育有子女，但最近親子間關係遭遇瓶頸。因為花費過多金錢的關係，常常被請到主公司喝茶。
土器連（聲：拝真之介）
「終端服務課」的事務員，負責幫忙其他職員規劃回收GIFTIA的日程表。
海松愛瑠（聲：上坂堇）
負責「GIFTIA」維護工作的女性。對於男女關係似乎抱有奇怪的幻想。曾經嘗試給艾拉穿上女僕裝，但被艾拉婉拒，後來司為了吸引艾拉注意曾跟愛瑠借該件女裝，並穿上身。
看到安迪誤以為是過去還沒換OS的好友奧利維亞，並邀請了安迪到廟會，也給予了司邀請艾拉的機會。
鐵黑幹次郎（聲：星野充昭）
愛瑠的師父，時常負責GIFTIA的機能測試。

#### GIFTIA
札克（Zack，聲：矢作紗友里）
滿的搭檔，少年型GIFTIA。手上時常拿著一台掌上電玩，為滿所贈。腹黑屬性，常常利用司的話題來讓滿緊張，措手不及。在圓滑地處理業務這方面的能力相當優秀。
康斯坦斯（Constance，聲：日野聰）
香月的搭檔，青年型GIFTIA。具有極高的洞察力，有著溫柔的性格，是任何事都能漂亮地處理好的類型。並且是一個魔術師。總是在旁支持著香月。
雪莉（Shelley，聲：愛美）
康孝的搭檔，職業女性型GIFTIA。性格相當地認真，也非常嚴格。

### 「SAI社」
安迪（Andy，聲：小松未可子）
第三終端服務課的女性型GIFTIA，原為愛瑠的鄰居「奧莉維亞」，公司為了節省成本而被重新植入OS成為新的GIFTIA，出差時與愛瑠重逢。雖失去原有人格、記憶，仍與愛瑠重新成為朋友。
伍堂信也（聲：楠大典）
管理所有終端服務課的「SAI社」部長，隆雄的上司。

### GIFTIA與持有者
妮娜（聲：久野美咲）
少女型GIFTIA，持有者為白花千津，扮演著千津的孫女的角色。相當關心奶奶的很懂事好孩子，知道艾拉她們來回收自己，在奶奶不願意回收時，表示自己不怕被回收被消除記憶，但其實是還是很怕與奶奶分開。在回收日要分開時，還囑咐奶奶不要忘記東西放在哪裡。
白花千津（聲：鈴木黎子）
老人，很喜歡妮娜不想讓妮娜被回收，不想讓她離開自己，總是不讓艾拉她們進入自己的家，但是最後還是同意回收。
瑪莎（Martha，聲：能登麻美子）
女性型GIFTIA，持有者為湊太，其父母死亡後扮演類似姊姊的角色。被地下回收組織帶走後，超過期限變成徘徊者而差點傷害湊太、最後被司銷毀。
若苗湊太（聲：福圓美里）
小孩，因兒時父母雙亡，唯一的親人瑪莎是GIFTIA，原本不願面對有限的相處時間、封閉心靈並否定與瑪莎的回憶，之後眼睜睜看著瑪莎變成徘徊者被司銷毀。

### 其他人物
東雲（聲：三宅健太）
民間警備公司Earl Security的成員，三年前處決化為Wanderer的滿的父親，三年後成為隊長、負責瑪莎的追蹤任務。

## 名詞解釋
GIFTIA
由「SAI社」所開發出的仿真模擬機器人，人格由OS構成，只有81920小時的壽命，逾期會變成徘徊者，汰換後機體仍可以重灌OS繼續使用，但因記憶的部分有個資的疑慮，所以在回收當下就會進行格式化，在安裝新的OS後，會喪失所有上次OS的記憶。
OS（Operating System）
一般稱之為作業系統，也就是GIFTIA的人格，很像人類的靈魂，壽命只有81920小時，到期必須淘汰換新。
徘徊者（Wanderer）
超過使用期限的GIFTIA，如果未能及時回收，便會發生精神喪失，記憶與人格會崩壞而導致失控。Wanderer化後因為沒有人格控制，所以會解除機體上的限制，使運動能力變得極強，且具攻擊性。動畫中變為遊蕩者的形象，眼睛會轉變為黃底紅瞳，且會因為記憶與人格的崩壞而不分青紅皂白的攻擊周遭的一切。
R Security（アール・セキュリティ社）
與SAI社合作的民間警備公司，負責找出Wanderer並處決。

## 製作人員
- 原作、劇本：林直孝
- 監督：藤原佳幸
- 角色原案：okiura
- 角色設計、總作畫監督：中島千明
- 道具設計、總作畫監督：菊池愛
- 色彩設定：
- 美術監督：川口正明
- 美術設定：高橋武之
- 撮影監督：桒野貴文
- 機械設計：谷裕司
- 3D、CG：渡邊悅啟
- 剪接：平木大輔
- 音樂：橫山克
- 音樂製作：MAGES.
- 音響監督：土屋雅紀
- 音響效果：小山恭正
- 動畫製作：動畫工房

## 主題曲
片頭曲Ring of Fortune
作詞：林直孝，作曲、編曲：千葉"naotyu-"直樹，主唱：佐佐木惠梨
第8話當作片尾曲使用。
片尾曲朝焼けのスターマイン
作詞：林直孝，作曲：石田秀登，編曲：Tak Miyazawa，主唱：今井麻美
插入曲
again & again（第1、7、13話）
作詞：五阿彌瑠奈，作曲、編曲：橫山克，主唱：Melody Chubak
（第10話）
作詞：林英樹、林直孝，作曲、編曲：橫山克，主唱：艾拉（雨宮天）

## 各話列表
| 話數   | 日文標題 | 中文標題             | 分鏡     | 演出       | 作畫監督 |
| ------ | -------- | -------------------- | -------- | ---------- | --- |
| 第1話  |          | 初次見面的搭檔       | 藤原佳幸 | 藤原佳幸   | 中島千明、菊池愛 |
| 第2話  |          | 因為不想扯後腿       | 菅原靜貴 | 菅原靜貴   | 渡邊祐記 |
| 第3話  |          | 開始展開同居生活     | 木村泰大 | 木村泰大   | 山崎淳 |
| 第4話  |          | 無法露出自然的笑容   | 福田道生 | 飯野慎也   | 伊藤晉之 |
| 第5話  |          | 想要守護的約定       | 福田道生 | 野木森達哉 | 東島久志 |
| 第6話  |          | 兩人，歡迎回來       | 藤原佳幸 | 藤原佳幸   | 三島千枝、一之瀨結梨 谷口元浩                                                                                                |
| 第7話  |          | 良好的約會邀請方法   | 木村泰大 | 木村泰大   | 橋口隼人、加藤壯 伊藤晉之、八木明 渡邊祐記、山崎淳                                                                           |
| 第8話  |          | 不知名的煙火         | 山崎光惠 | 山崎光惠   | 高橋沙妃 |
| 第9話  |          | 祭典之後             | 上坪亮樹 | 木野目優   | 村上龍之介、崎口沙織 東島久志、福田幸子 針場裕子、袖山麻美 八木明                                                            |
| 第10話 |          | 已經不再是搭檔了     | 福田道生 | 野木森達哉 | 菊池愛、高橋沙妃 武藤幹、曾我篤史 入木明、丸山修二 渡邊祐記                                                                  |
| 第11話 |          | 蛋包飯之日           | 山崎光惠 | 山崎光惠   | 袖山里都、中本尚 |
| 第12話 |          | 掩埋的回憶           | 入江泰浩 | 木村泰大   | 山崎淳、八木明 保村成、高橋沙妃 久保茉莉子、菊池愛                                                                           |
| 第13話 |          | 但願有天能夠再次相逢 | 藤原佳幸 | 藤原佳幸   | 中島千明、渡邊祐記 山崎淳、八木明 中本尚、菊永千里 海保仁美、高橋沙妃 菊池愛、市原圭子 伊藤大翼、丸山修二 東島久志、中野裕紀 |

## 播放媒体
2015年4月4日起於TOKYO MX、栃木電視台、群馬電視台、BS11、AT-X等電視頻道播放。網路播放有萬代頻道、NICONICO生放送、NICONICO頻道。

## BD / DVD
| 卷數 | 發售日期       | 收錄話數      | 規格編號      | 規格編號      | 規格編號   |
| 卷數 | 發售日期       | 收錄話數      | BD限定版      | DVD限定版     | DVD通常版  |
| ---- | -------------- | ------------- | ------------- | ------------- | ---------- |
| 1    | 2015年6月24日  | 第1話         | ANZX-11321/2  | ANZB-11321/2  | ANSB-11321 |
| 2    | 2015年7月22日  | 第2話—第3話   | ANZX-11323/4  | ANZB-11323/4  | ANSB-11323 |
| 3    | 2015年8月26日  | 第4話—第5話   | ANZX-11325/6  | ANZB-11325/6  | ANSB-11325 |
| 4    | 2015年9月30日  | 第6話—第7話   | ANZX-11327/8  | ANZB-11327/8  | ANSB-11327 |
| 5    | 2015年10月28日 | 第8話—第9話   | ANZX-11329/30 | ANZB-11329/30 | ANSB-11329 |
| 6    | 2015年11月25日 | 第10話—第11話 | ANZX-11331/2  | ANZB-11331/2  | ANSB-11331 |
| 7    | 2015年12月23日 | 第12話—第13話 | ANZX-11333/4  | ANZB-11333/4  | ANSB-11333 |

## 衍生作品

### 广播电台
2015年3月27日至7月31日，在HiBiKi Radio Station播出了名为的廣播電臺节目。于每周五播出。由赤崎千夏、矢作紗友里擔任主持人。

### 漫画
漫畫《可塑性記憶 Say to good-bye》（プラスティック・メモリーズ Say to good-bye）由祐佑繪畫。漫畫雜誌《電撃G's Comic》Vol.13開始連載，《電撃G's Comic》2016年9月號連載最終話。單行本全3冊。
| 集數 | ASCII Media Works | ASCII Media Works      |
| 集數 | 發行日期          | ISBN                   |
| ---- | ----------------- | ---------------------- |
| 1    | 2015年4月27日     | ISBN 978-4-04-865084-7 |
| 2    | 2015年11月27日    | ISBN 978-4-04-865529-3 |
| 3    | 2016年9月27日     | ISBN 978-4-04-892167-1 |

### 遊戲
《可塑性記憶》
PS Vita平台的冒險遊戲。2016年10月13日發售，有通常版、限定版、DL版三種版本。

### 小说
由林直孝编写的官方外传小说，2016年9月10日发行，全一卷，共392页

## 外部連結
- 電視動畫《可塑性記憶》官方網站（日語）
- 電視動畫《可塑性記憶》官方的X（前Twitter）（日語）
- 遊戲《可塑性記憶》官方網站（日語）